# Биківня

Биківня на старовинній Карті околиць Києва 1850 року

Биківня́ — місцевість Києва, розташована на його північно-східній околиці у Деснянському районі між Броварським проспектом і вул. Бобринецькою, а також уздовж вул. Радистів. Існують вулиця Путивльська та провулок Путивльський, вулиця Биківнянська та провулок Биківнянський, Броварський провулок, Корецький провулок й інші.

## Історія

### Походження назви
Походження назви не з'ясоване. За непідтвердженими даними місцевість з такою назвою існувала ще в часи Київської Русі. Розташована була місцевість на болотистому відрізку шляху Київ-Чернігів, по якому проїзд для купців із товаром був ускладнений. Тому місцеві жителі замість коней впрягали биків, що спеціально для цього там утримувались, у вози, які через болота перетягували купецький товар. Від того промислу і пішла назва місцевості — Биківня.

### Биківня до включення у місто Київ
На карті околиць Києва 1850 року на місці сучасної Биківні позначені населені пункти казарма Биківня (рос. казарма Быковня), корчма Биківське (рос. Быковское), болото Биківське (рос. Быковское).
У списку населених місць за даними 1859 року згадується Биківня — хутір козацький при колодязях за 62 версти від повітового міста, 9 осіб (4 особи чоловічої статі та 5 — жіночої), 3 дворових господарства.
Хутір Биківня Броварської волості Остерського повіту згадується у списку 1866 року населених пунктів Чернігівської губернії (рос. Быковня, Остерский уезд. У 1923—1930 роках хутір належав до Броварського району Київського округу. У 1930—1937 роках хутір входив до складу Київської приміської смуги. 4 квітня 1937 року було відновлено Броварський район, до якого увійшов хутір Биківня. Указом Президії Верховної Ради УРСР від 20 жовтня 1938 року хутір Биківня був включений до складу міста Києва і увійшов до складу Дарницького району. Сучасне планування — з 50-х років XX століття.

### Биківнянська трагедія
Вихідним моментом Биківнянської трагедії став пункт 39 протоколу засідання президії Київської міської ради від 20 березня 1937 року, яким було надано дозвіл на відведення та відмежування землі для спецпотреб НКВС УРСР у районі 19-го та 20-го кварталів Дніпровського лісництва Дарницького лісопаркового господарства поблизу Биківні. А термін «спецпотреби» стосовно земельних ділянок означав на той час ніщо інше, як місце для поховання осіб, засуджених до найвищої міри покарання — розстрілу. «Доблесні» кати-чекісти прагнули не залишати слідів власної «спецроботи», тому органи НКВС не фіксували, де саме поховані їхні жертви. Ще й надто, адміністрацію і технічний персонал, який брав участь у нічних похованнях, згодом теж було знищено. За твердженнями чи не єдиного свідка тих сумних подій пенсіонера НКВС М. Мусоргського (працював водієм у відділі боротьби з контрреволюцією Київського обласного управління НКВС), «трупи „ворогів народу“ відвозились в район селища Биківня, де праворуч від траси у лісі була огороджена велика територія лісової ділянки, яка ретельно охоронялась. Коли я привозив трупи в Биківню, то там ями були викопані. Трупи скидались в ями навалом». Не припинявся рух закритих вантажівок до Биківнянського лісу й після часткової політичної відлиги 1939 року. Як свідчать архівні документи Служби безпеки України, за період з 1939 до 18 вересня 1941 року (переддень окупації гітлерівцями Києва) таємне кладовище НКВС «поповнилось» ще 2563 тілами «буржуазних націоналістів», «шпигунів», «терористів». Влітку 1941 року серед сосен Биківні знайшли свій останній земний притулок і 89 військовослужбовців, покараних за дезертирство з червоної армії.
Вперше рештки жертв на цьому місті були виявлені місцевими жителями після окупації Києва — восени 1941 року. У 1944-му, вже після визволення від фашизму, радянська комісія у справі воєнних злочинів оголосила нацистів відповідальними за масові знищення в районі Биківні, виходячи з того, що Дарницький концтабір, де німці стратили понад 60 000 радянських військовополонених, був розташований на відстані 5 км від Биківнянського поховання. Про існування українського некрополя під Києвом заговорили відкрито лише в період хрущовської відлиги, у середовищі столичного Клубу творчої молоді. Восени 1962 року в клубі була створена комісія, що мала на меті перевірити чутки про сталінські поховання. Зусиллями Леся Танюка, Алли Горської, Василя Симоненка вдалося відшукати сліди масових поховань 30-х років поблизу Биківні. Комісія надіслала до Київської міської ради меморандум з вимогою оприлюднення й облаштування могил репресованих громадян. «Відповідь» властей не забарилась — невдовзі Клуб творчої молоді було закрито. У 1971 році була утворена друга урядова комісія, котра знов визнала ці поховання могилами жертв нацистських окупантів. Тоді ж було перепоховано понад 4 тисячі останків.
1987 року третя урядова комісія підтвердила висновки двох попередніх комісій. Під час її роботи було перепоховано понад 2 тисячі останків, а на місці поховання встановлено кам'яну плиту з написом: «Вічна пам'ять. Тут поховано 6 329 радянських воїнів, партизанів, підпільників, мирних громадян, закатованих фашистськими окупантами у 1941-1945 рр.» Влітку 1988 року активісти Українського культурологічного клубу створили ініціативну групу в складі семи осіб, завдання якої полягало «в збиранні нових свідчень замовчуваного сталінського злочину, апеляції до уряду УРСР, який свідомо „помилився“ з датою і адресою винуватців трагедії в районі Биківні». Питанням об'єктивного вивчення обставин масових поховань у 19-му та 20-му кварталах Дніпровського лісництва були присвячені і збори активістів «Меморіалу», «Спадщини», «Громади», що відбулися б грудня 1988 року в Республіканському будинку кіно. Пропозиції учасників зборів «створити в Дарницькому лісі біля Биківні меморіал, який реально відповідав би історичній правді», «розсекретити й оприлюднити відповідні архіви ЦК КПУ, НКВС та КДБ УРСР з метою відновлення історичної справедливості» знайшли відображення у розпорядженні Ради Міністрів УРСР від 8 грудня 1988 року про проведення урядовою комісією додаткового вивчення обставин і документів, пов'язаних з масовими похованнями поблизу Биківні.
Тоді ж, на початку грудня 1988 року, було ухвалено рішення про порушення кримінальної справи за фактом масових поховань у 19-му та 20-му кварталах Дніпровського лісництва. Слідчою групою встановлено й опитано понад 250 свідків, опрацьовано понад 60 архівно-слідчих справ, проведено ексгумацію і за рештками особистих речей ідентифіковано 14 осіб, що були репресовані в 1937-38 роках. 21 березня 1989 року державна комісія вперше офіційно підтвердила, що поблизу Биківні поховані жертви сталінських репресій. Тоді ж жертви перепоховано до братської могили, яка складається з кількох поховань.

### Радянський період та період після отримання Україною незалежності
Відповідно до Указу Президії Верховної Ради УРСР зі складу Дарницького району міста 23 травня 1969 року було виділено Дніпровський район. До складу нового району відійшли території на північ від Броварського проспекту у тому числі і Биківня.
Під час змін території районів, який стався у зв'язку з утворенням 1988 року Ватутінського і Харківського районів міста, до Дніпровського району відійшли Русанівка, Соцмісто, ДВРЗ і Стара Дарниця. Натомість з Дніпровського у новостворений Ватутінський район відійшли Лісовий масив, Биківня, Куликове, Вигурівщина-Троєщина.
Під час адміністративно-територіальної реформи в місті 2001 року територія району залишилася без змін, проте, Ватутінський район було перейменовано на Деснянський.

## Биківнянські могили
У Биківнянському лісі знаходиться найбільше в Україні місце поховання жертв масових політичних репресій і місце розстрілу польських офіцерів із так званого «списку катинського» — так звані «Биківнянські могили». Тут був об'єкт спеціального призначення НКВС, де наприкінці 1930-1940-х років відбувалися масові заховання розстріляних та закатованих. Трагедія Биківні стоїть в одному ряді із такими злочинами як Аушвіц, Бухенвальд, Дахау, Бабин Яр та Катинський розстріл.
В 1994 році тут заснований Биківнянський меморіальний комплекс жертвам комуністичного режиму, який тепер є національним історико-меморіальним заповідником.

## Постаті
- Захарчук Дмитро Васильович (1974—2022) — матрос Збройних сил України, учасник російсько-української війни. Майстер спорту України.